# Paramecynostomum diversicolor
Paramecynostomum diversicolor är en plattmaskart som först beskrevs av Ørsted 1845.  Paramecynostomum diversicolor ingår i släktet Paramecynostomum och familjen Mecynostomidae. Arten är reproducerande i Sverige. Inga underarter finns listade i Catalogue of Life.